# Кастельфьорентіно
Кастельфьорентіно (італ. Castelfiorentino) — муніципалітет в Італії, у регіоні Тоскана,  метрополійне місто Флоренція.
Кастельфьорентіно розташоване на відстані близько 230 км на північний захід від Рима, 30 км на південний захід від Флоренції.
Населення — 17 712 осіб (2014).

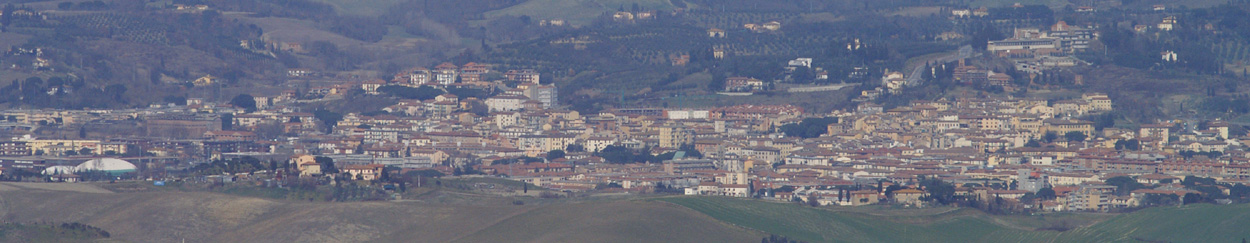

Щорічний фестиваль відбувається 1 лютого. Покровитель — Santa Verdiana.

## Демографія
Населення за роками:

Станом на 1 січня 2023 року в муніципалітеті офіційно проживали 2443 іноземці з 76 країн, серед них 267 громадян країн Євросоюзу та 17 громадян України.

## Сусідні муніципалітети
- Чертальдо
- Емполі
- Гамбассі-Терме
- Монтайоне
- Монтеспертолі
- Сан-Мініато